# Kroksjön (Timmele socken, Västergötland)
Kroksjön är en sjö i Ulricehamns kommun i Västergötland och ingår i Viskans huvudavrinningsområde. Sjön har en area på 0,0708 kvadratkilometer och ligger 192 meter över havet.

## Delavrinningsområde
Kroksjön ingår i det delavrinningsområde (641782-135444) som SMHI kallar för Utloppet av Mogden. Avrinningsområdets medelhöjd är 223 meter över havet och ytan är 59,23 kvadratkilometer. Räknas de 2 avrinningsområdena uppströms in blir den ackumulerade arean 131,24 kvadratkilometer. Avrinningsområdets utflöde Viskan mynnar i havet. Avrinningsområdet består mestadels av skog (52 procent), öppen mark (15 procent) och jordbruk (23 procent). Avrinningsområdet har 2,58 kvadratkilometer vattenytor vilket ger det en sjöprocent på 4,4 procent. Bebyggelsen i området täcker en yta av 0,45 kvadratkilometer eller 1 procent av avrinningsområdet.